# هیروشیما (فیلم ۱۹۹۵)
هیروشیما (انگلیسی: Hiroshima) یک تله‌فیلم مستند ژاپنی-کانادایی محصول سال ۱۹۹۵ به کارگردانی کوریوشی کوراهارا و راجر اسپاتیس‌وود است. داستان فیلم دربارهٔ فرآیندهای تصمیم‌گیری است که منجر به پرتاب بمب اتمی توسط ایالات متحده بر روی شهرهای ژاپنی هیروشیما و ناکازاکی در اواخر جنگ جهانی دوم شد. این فیلم سه ساعته برای تلویزیون (شبکه شوتایم) ساخته شد و ظاهراً هیچ اکرانی در سینما نداشت، ولی دی‌وی‌دی فیلم برای تماشای خانگی موجود است.
این فیلم ترکیبی از درام سازی، فیلم تاریخی و مصاحبه شاهدان عینی است، فیلم به‌طور متناوب بین فیلم‌های مستند و سرگرمی‌های دراماتیک تغییر می‌کند. هم نمایش‌ها و هم بیشتر فیلم‌های اصلی به‌عنوان تصاویری با رنگ قهوه‌ای ارائه می‌شوند که تمایز بین آنها را محو می‌کنند. زبان‌ها انگلیسی و ژاپنی با زیرنویس هستند و بازیگران عمدتاً کانادایی و ژاپنی هستند.

## بازیگران
- کنت ولش درنقش هری ترومن … رئیس‌جمهور آمریکا
- کن جنکینس درنقش جیمز اف. بیرنز … وزیر امور خارجه آمریکا
- ویسلی دیود درنقش هنری استیمسون … وزیر جنگ آمریکا
- کالین فاکس درنقش جیمز فورستال … وزیر نیروی دریایی آمریکا
- لئون پوونال در نقش جرج مارشال … ژنرال نیروی زمینی آمریکا
- ریچارد ماسور درنقش لسلی گرووز … سرلشکر (ایالات متحده)
- سدریک اسمیت درنقش کرتیس له‌می … سرلشکر
- جفری دی‌مان در نقش جی. رابرت اوپنهایمر
- سال روبینک درنقش لئو زیلارد
- تیموتی وست درنقش وینستون چرچیل … نخست‌وزیر بریتانیا
- هیساشی ایگاوا درنقش توگو شیگه‌نوری … وزیر امور خارجه
- مارک کاماچو درنقش چارلز سوئینی
- تام راک در نقش رالف بارد … معاون وزیر نیروی دریایی
- گری راینکی
- جیمز وولوت